# Northern Exposure
Northern Exposure és una sèrie de televisió estatunidenca produïda per Joshua Brand i John Falsey, amb l'actor Rob Morrow en el paper principal. Rodada per la CBS entre 1990 i 1995, la sèrie es divideix en 110 capítols, repartits entre sis temporades.
L'acció té lloc en una petita, remota i fictícia ciutat d'Alaska anomenada Cicely, a la qual arriba el protagonista, Joel Fleischman, un metge jueu de Nova York, que entrarà en conflicte amb els seus tranquils i estrafolaris habitants.

## Argument
Inicialment, l'eix de la trama és l'arribada del Doctor Fleischman a Cicely, on és obligat a treballar com a metge durant quatre anys per a l'Estat d'Alaska, que li ha finançat els estudis. El xoc que viu el protagonista, esnob i cosmopolita, serà brutal. La natura salvatge, la manca de comoditats, el caràcter de la gent, el fet d'haver-se de valer per si mateix; tot l'atemoreix o li sembla malament. Aquest és el fil argumental inicial i la base dels vuit primers episodis, que formen la primera temporada.
Posteriorment, es defineixen els caràcters de la resta de personatges principals. En aquest sentit, es dilueix el protagonisme de Joel i passa a ser la comunitat de Cicely i el seu esperit els autèntics conductors de la sèrie.
L'actor Rob Morrow va protagonitzar la sèrie durant les cinc primeres temporades. A la fi de la cinquena temporada, Morrow va abandonar la sèrie amb la intenció de dedicar-se al cinema. Va ser substituït per l'actor Paul Provenza. Inicialment, aquest havia d'interpretar el personatge del Dr. Fleischman. La diferència en llur aspecte s'atribuiria a un nou tallat de cabells, seguit del comentari de Maggie O'Connell dient «it suits you» («et queda bé» en català). La idea va ser rebutjada per por de molestar els fans de Rob Morrow, i Paul Provenza va convertir-se així en el Doctor Phillip Capra. Després de la marxa de Rob Morrow, la sèrie va perdre espectadors, cosa que en provocà l'acabament.

## Personatges

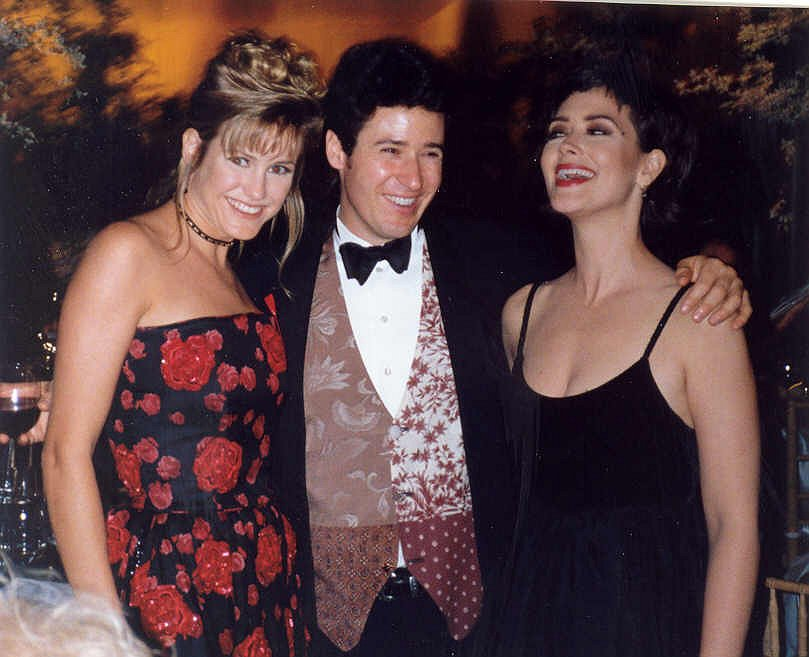
Cynthia Geary, Rob Morrow i Janine Turner als premis Emmy de 1993.

### Joel Fleischman
És el personatge principal, que interpreta Rob Morrow, entorn del qual gira l'inici de la sèrie. Aquest jove metge novaiorquès arriba a Alaska per a treballar en un hospital d'Anchorage durant quatre anys a conseqüència de la beca que li va atorgar l'estat d'Alaska i que li va permetre pagar-se els estudis de Medicina. En arribar a Anchorage li comuniquen que allà no és necessari i que l'enviaran a Cicely, localitat de només 815 habitants situada en una zona que els habitants d'Alaska anomenen la «Riviera d'Alaska». Tot i que en un primer moment li diuen que, si no li agrada la ciutat, pot marxar, un cop allà s'assabentarà que si ho fa s'arrisca a ser condemnat fins a divuit anys de presó, motiu pel qual decideix quedar-s'hi a l'espera de trobar la manera de tornar a Nova York.

### Maggie O'Connell
Personatge interpretat per l'actriu Janine Turner. Maggie és una apassionada, polèmica, feminista i independent pilot d'avionetes, un mitjà de transport vital per a moure's pels inhòspits paratges d'Alaska. A més a més, és la propietària de diversos edificis de Cicely, entre els quals destaca la cabanya on viu de lloguer el Dr. Fleischman. Participa activament en la vida de la ciutat, havent-ne estat la batllessa durant una legislatura.
Maggie O'Connell va arribar a Cicely fugint del seu passat, gens traumàtic en el seu cas, sinó tot el contrari, ja que procedeix d'una família benestant de Grosse Pointe (Michigan). Allò que s'esperava d'una noia de la seva posició no li esqueia gens. Les seves ànsies de llibertat la van portar a Alaska, amb el seu primer xicot, que estava escrivint un llibre sobre muntanyisme. Aquest noi i també els xicots posteriors van morir en estranyes circumstàncies, cosa que va fer que es creés la llegenda de la maledicció de Maggie O'Connell. Aquesta suposada maledicció serà un tema recurrent a la sèrie. Van ser-ne víctimes:
- Dave: es va adormir sota una glacera i va morir congelat
- Harry: va menjar una amanida de patata en mal estat durant un pícnic
- Bruce: accident de pesca
- Glen: es va equivocar de carretera i va anar a parar a un camp de proves per a míssils
- Rick: li va caure un satèl·lit mentre acampava

### Maurice Minnifield
Aquest personatge és interpretat per l'actor texà Barry Corbin. Astronauta retirat, en l'època de la sèrie es dedica al món dels negocis, que l'han convertit en milionari. Aquest especulador és el cacic i l'amo de gairebé tots els negocis de la ciutat i de 15.000 acres de terreny de la rodalia. És reaccionari, militarista, racista i evasor d'impostos. Tot i ser el dolent oficial de la sèrie, no és més que un individualista a ultrança que intenta ser fidel als seus principis.

### Chris Stevens
Interpretat per l'actor John Corbett, aquest exconvicte és el locutor de l'emissora de ràdio local, la KBHR, propietat de Maurice. Fill de l'estat de Virgínia Occidental, va arribar a Alaska buscant fer fortuna. Autodidacta, filòsof, poeta, excel·lent mecànic i gran artista, Chris Stevens és un personatge complex. Les seves lectures en antena, principalment textos de Walt Whitman, Carl Jung i Maurice Sendak, i la música que posa al seu programa «Chris in the morning» serveixen de teló de fons per a les vivències dels habitants de Cicely.

### Ed Chigliak
Personatge interpretat per l'actor Darren E. Burrows, aquest mestís (de mare blanca i pare indi) va ser abandonat pels seus pares quan era petit i va créixer en el si d'una tribu índia. En el moment d'iniciar-se la sèrie té divuit anys i es dedica a realitzar treballs espòradics per Maurice, alhora que es prepara per a ser xaman. Més endavant treballarà a la botiga de Ruth-Anne.

### Marilyn Whirlwind
Aquest personatge és interpretat per l'actriu ameríndia Elaine Miles i és l'únic nadiu americà de tots els personatges principals de la sèrie, a excepció d'Ed, que és mestís. Membre de la tribu tlingit, Marilyn es caracteritza per ser la seva forma de ser taciturna i enigmàtica, i per la seva saviesa.
Poc després de començar la sèrie obté la feina d'ajudant i recepcionista a la consulta del Dr. Fleischman.

### Holling Vincoeur
El personatge de Holling Vincoeur és interpretat per l'actor estatunidenc John Cullum. Canadenc d'origen francès, Holling va arribar a Alaska fugint la memòria vergonyosa dels seus avantpassats, descendents del rei Lluís XIV de França, i que ell mateix considerava com a aristocratic scum of the worst kind («escòria aristocràtica de la pitjor classe»). És el propietari del bar The Brick, centre de la vida social de Cicely, té 62 anys en el moment d'iniciar-se la sèrie.

### Shelly Tambo
El personatge de Shelly Tambo, la companya de Holling Vincoeur, és interpretat per l'actriu estatunidenca Cynthia Geary. Guanyadora del concurs de bellesa "Miss Northwest Passage", va ser Maurice qui la va portar de Saskatchewan (Canadà) amb l'esperança de casar-s'hi. Ara bé, ja des de l'inici de la sèrie conviu amb el també canadenc Holling Vincoeur, de qui es va enamorar poc després d'arribar a Cicely de la mà de Maurice.

### Ruth-Anne Miller
Interpretada per l'actriu Peg Phillips, Ruth-Anne Miller és la septuagenària propietària de l'única botiga de Cicely. Originària de l'estat de Kansas, es va mudar a Alaska quan va morir el seu marit.
La seva botiga serveix alhora d'arxiu i biblioteca de la ciutat, de videoclub i fins i tot d'estafeta. Així mateix, Ruth-Anne és la secretària de l'ajuntament. D'esperit jove i d'idees liberals, Ruth-Anne és una consellera imprescindible per a qualsevol habitant de Cicely que tingui un problema.

## Països en què s'ha emès Northern Exposure
Després d'estrenar-se als Estats Units, la sèrie va ser emesa a altres països. Als països de parla anglesa es va mantenir el títol original de Northern Exposure, que lliurement traduït vol dir "exposició al nord", en referència al xoc i als beneficis que obté el Dr. Fleischman del seu sojorn a Alaska. Vegeu aquí la relació de països on s'ha estrenat la sèrie amb un títol diferent de l'original:
- Alemanya i altres països de llengua alemanya com Àustria i Suïssa: "Ausgerechnet Alaska" (en català: De tots els llocs, Alaska)
- Croàcia: "Zivot na sjeveru" (La vida al nord)
- Espanya: "Doctor en Alaska"
- Finlàndia: "Villi Pohjola" (El salvatge nord)
- França: "Bienvenue en Alaska" (Benvinguda a Alaska), encara que en altres països francòfons, com ara el Canadà, es va mantenir el títol de "Northern Exposure"
- Israel: "Hasifah La'tsafon" (Exposició al nord)
- Itàlia: "Un medico tra gli orsi" (Un doctor entre els ossos)
- Noruega: "Det gode liv i Alaska" (La bona vida a Alaska)
- Polònia: "Przystanek Alaska" (Última parada, Alaska)
- Suècia: "Det ljuva livet i Alaska" (La dolça vida d'Alaska)
- Xipre: "Pera apo ta oria" (Més enllà del límit)

## Premis
Alguns dels premis més destacats rebuts per la sèrie són:
- Emmy (1992), a la millor sèrie dramàtica.
- Emmy (1992), al millor guió de sèrie dramàtica.
- Emmy (1992), a la millor actriu de repartiment de sèrie dramàtica (Valerie Mahaffey).
- Television Critics Association Awards (1992), al programa de l'any.
- Globus d'Or (1992), a la millor sèrie dramàtica.
- Globus d'Or (1993), a la millor sèrie dramàtica.

## Curiositats
- Malgrat estar ambientada a Alaska, la sèrie va ser rodada en un altre estat. L'escenari real va ser la localitat de Roslyn, a l'estat de Washington. Cada any, un grup de fans hi realitza una trobada, anomenada Moosefest.
- La fictícia ciutat de Cicely està situada al també fictici comtat d'Arrowhead. Aquest fet suposa un desconeixement per la part de la productora de la sèrie de la divisió administrativa d'Alaska, que és juntament amb Louisiana, l'únic estat de la Unió en no estar dividit en comtats. El territori d'Alaska està dividit en 16 boroughs (districtes), la funció dels quals és similar a la dels comtats de la resta d'estats. Ara bé, els diversos comtats no cobreixen la totalitat del territori de l'estat. Més del 50% de la superfície d'Alaska forma l'anomenat Unorganized Borough, territori no dividit en districtes i que depèn directament del govern estatal.